# قمبريط كراوسي
قمبريط كراوسي (الاسم العلمي:Combretum kraussii) هو نوع من النباتات يتبع جنس القمبريط من الفصيلة القمبريطية.

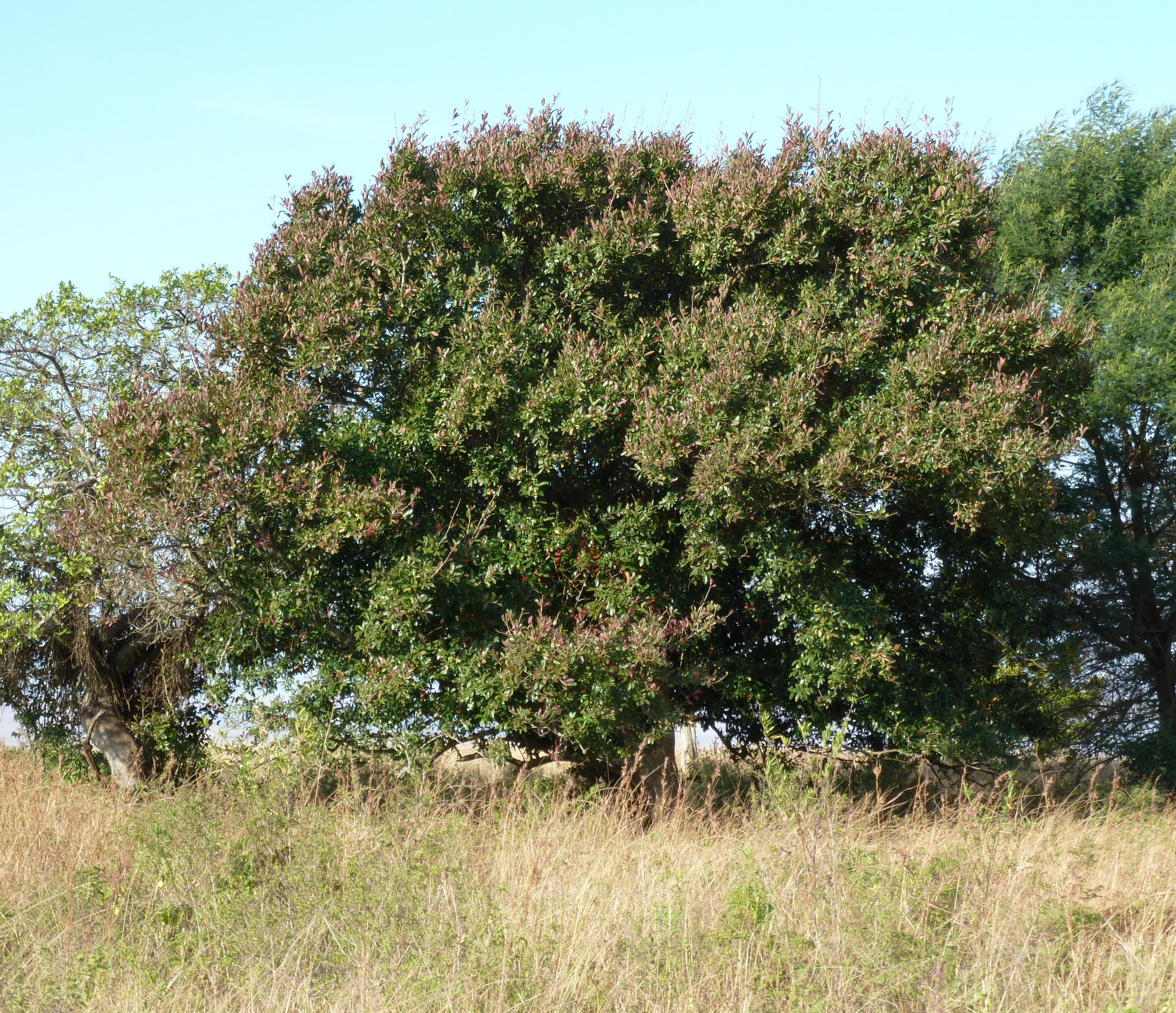
Mature tree
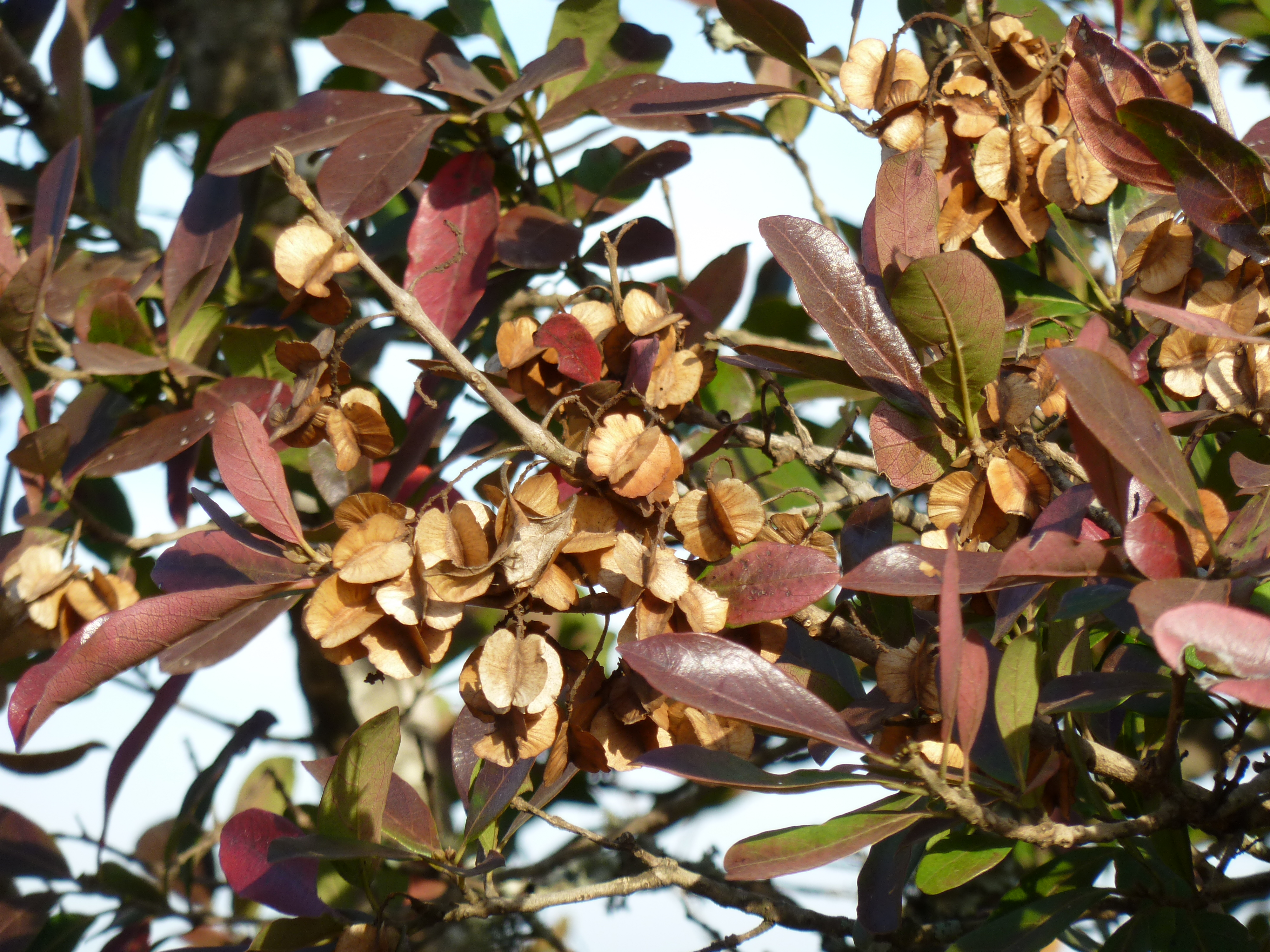
Dry fruit in winter